# Prince de Conty
La Prince de Conty fu una fregata mercantile francese da 38 cannoni che prestò servizio nella Compagnia francese delle Indie orientali dal 1745 al 1746.

## Storia
La fregata mercantile a vela Prince de Conty fu costruita nel 1743 nel porto di Lorient, Bretagna, da Gilles Cambry.  Apparteneva alla Compagnia francese delle Indie orientali e prendeva il nome da Luigi Francesco di Borbone-Conti (1727-1776), principe di Conti. Il suo pescaggio era di Il suo scafo era di legno e l'armamento era composto da 38 cannoni. Le dimensioni erano 40 m di lunghezza, 12,50 m di larghezza e 5,28 di pescaggio, e aveva un dislocamento lordo di 600 tonnellate.
Agli ordini del capitano Charles François Bréart de Boisanger, lasciò Lorient il2 aprile 1745 per raggiungere la Cina con L'Aimable e Le Philibert, che componevano l'Escadre de Chine. Dopo un viaggio di venti mesi attraverso diversi oceani, arrivò a Wampou e fece scalo a Canton. Lì, nei due mesi di sosta, le navi imbarcarono, porcellane, tè sete asiatiche, rattan, legno tinto ma anche, mobili laccati, ventilatori, carta da parati e una certa quantità di oro sotto forma di lingotti. Le tre navi ripartirono per la Francia il 13 dicembre 1746 evitando gli stretti di Malacca, Banca e della Sonda, dove vi erano navi nemiche in attesa e attraversarono quindi lo stretto di Flores. Questa rotta, più lenta e faticosa, esponeva gli equipaggi allo scorbuto. Si fermò alle isole Mascarene nell'Oceano Indiano, allora appartenenti al Regno di Francia, dove le navi imbarcarono una quantità insufficiente di rifornimenti dovendo poi dirigersi verso l'isola Fernando de Noronha al largo delle coste del Brasile dove caricarono caffè e cacao, mentre la Compagnia francese delle Indie Orientali inviò navi di rifornimento.
Separatasi da L'Aimable e dal Le Philibert, il Prince de Conty subì un violento attacco da parte di due navi corsare inglesi, il Sandricq e il Duke of Bedford. Il Prince de Conty riuscì vittorioso dal combattimento anche se molti membri dell'equipaggio furono uccisi o gravemente mutilati, compreso il capitano.
La Gran Bretagna e il Regno di Francia erano allora in conflitto nell'ambito della guerra di successione austriaca (1740-1748).
Dopo aver attraversato l'Atlantico, mentre si avvicinava a Lorient, il suo porto di armamento, con un equipaggio composto da 186 persone, naufragò al largo della costa di Belle-Île, a Port Loscat a Locmaria. L'affondamento della Prince de Conty avvenne alle 3:00 nella notte del 3 dicembre 1746, a causa del vento e della nebbia. Solo 42 uomini riuscirono a ritornare verso la costa, raggiungendo una piccola spiaggia, mentre gli altri morirono nel naufragio. Il prezioso carico rimase sul fondo ad una profondità di 10 m. Per evitare che il relitto venisse saccheggiato, a Belle-Île rimase una guardia, di nome Mathurin Guillevoust, era il terzo artigliere della Prince de Conty e un uomo fidato. Così osservò il relitto dalla data dell'affondamento fino al 20 giugno 1747.
La Compagnia francese delle Indie orientali, mobilitò rapidamente uomini e mezzi per cercare di salvare il massimo del carico e garantire la sicurezza del sito per evitare saccheggi. Nel 1747 vi fu una eccezionale operazione di recupero con l'ausilio di una campana subacquea. Furono intagliate scale nel lato della scogliera per facilitare l'accesso e vennero recuperati vari oggetti come cannoni da 12, da 8 e 4 libbre, di fabbricazione olandese, numerosi accessori (pulegge, cavi, funi, ecc...), casse di tè, balle di caffè, pezzi di seta, ma niente oro.

### Relitto: saccheggio ed esplorazione
Il relitto della fregata Prince de Conty cadde nell'oblio e fu riscoperto solo nel 1974 da Patrick Lizé, ai piedi della scogliera all'estremo sud-ovest di Belle-Île, un'isola costiera nel sud della Bretagna. Si trova a una profondità tra i 10 e i 15 metri. Il ritrovamento di un primo lingotto d'oro portò l'anno successivo al saccheggio del relitto. Dopo diversi anni di procedimenti legali, in questo caso furono accusate più di una dozzina di persone, nel 1985 fu effettuato uno scavo archeologico. Da ciò che restava del relitto furono recuperati migliaia di frammenti di porcellana cinese risalenti all'imperatore Qianlong (1736-1795), resti di casse da tè, tronchi di legno tinto e tre piccoli lingotti d'oro cinesi, del peso compreso tra 368 e 375 grammi. Nelle vicine grotte sottomarine furono recuperati anche pezzi di porcellana quasi intatti. Un violento temporale impedì la conclusione della campagna di scavo e seppellì nuovamente il relitto. Dal 2004, i resti della nave sono esposti al museo della Compagne des Indes di Lorient.
All'inizio del 2018, l'Homeland Security Investigations, un servizio dell'Immigration and Customs Enforcement degli Stati Uniti d'America, ha sequestrato, su richiesta del DRASSM francese, cinque piccoli lingotti d'oro del valore stimato di 231.000 dollari prima della loro vendita all'asta in California. Sono stati formalmente identificati dai punzoni presenti sulla loro superficie, marchio personale dei fabbricanti di questi lingotti durante la dinastia Qing, come parte del carico del Prince de Conty. Questi lingotti erano all'epoca utilizzati dalla Cina come valuta, il che giustificava il rifiuto da parte delle autorità americane alla loro restituzione alla Cina che li reclamava anch'essa. Sono stati ufficialmente restituiti alla Francia durante una cerimonia avvenuta il 2 marzo 2022, presso l'ambasciata francese a Washington DC.
Il 15 giugno 2022 la Procura di Brest formulò le accuse di occultamento di beni culturali in seguito a furto commesso da una banda organizzata, riciclaggio di denaro da parte di una banda organizzata, associazione per delinquere ed esportazione illegale di beni culturali contro tre cittadini francesi sospettati di aver rivenduto lingotti d'oro prelevati dalla nave in Svizzera e negli USA. Il 2 giugno 2023 la sezione penale della Corte di Cassazione ha respinto il ricorso presentato dai coniugi, che contestavano il sequestro della loro nave Téthys deciso dal giudice per le indagini preliminari nel dicembre 2021.

### Annotazioni
1. ↑  Sette persone erano morte durante la traversata da Fernando de Noronha alla Francia.

### Fonti
1. 1 2 3 4 5 6 7 8  Atlas Ponant.
2. 1 2 3 4 5 6 7 8 9  Port Desire.
3. ↑  Dossier de presse 2024, p. 6.
4. 1 2 3  New York Times.
5. 1 2 3 4 5 6  Dossier de presse 2024, p. 10.
6. 1 2 3 4 5 6  Dossier de presse 2024, p. 11.
7. 1 2 3 4  Dossier de presse 2024, p. 12.
8. 1 2 3  Ouest-France' avec AFP, 'Crâne des catacombes, lingots et pièces d’or: les États-Unis restituent un trésor à la France in  Ouest France, 3 mars 2022.
9. 1 2  ALe Croix.